# میلی (فیلم ۲۰۲۲)
میلی (انگلیسی: Mili) فیلم هندی دلهره‌آور هندی-زبان، تولید سال ۲۰۲۲ است که کارگردانی آن را متوکوتی خاویر بر عهده داشت، این فیلم باز ساخته‌ای از فیلم مالایالم- زبان قبلی خود کارگردان، تحت عنوان هلن می‌باشد. بانی کاپور و زی استودیوز تهیه‌کننده آن می‌باشند. بازیگران اصلی فیلم جانوی کاپور، سانی کاشال و مانوج پاهوا هستند.